# کاسیناسکو
کاسیناسکو (به ایتالیایی: Cassinasco) یک کومونه در ایتالیا است که در استان آسته واقع شده‌است.

## خصوصیات
کاسیناسکو ۱۱٫۷ کیلومترمربع مساحت و ۶۳۹ نفر جمعیت دارد.